# Alcide Nunez
Pour les articles homonymes, voir Nunez.
Alcide Nunez surnommé Yellow Nunez ou Al Nunez, né le 17 mars 1884 paroisse de Saint-Bernard en Louisiane et mort le 2 septembre 1934 à La Nouvelle-Orléans, est un clarinettiste de jazz américain.

## Biographie
Il fait ses débuts avec le Reliance Brass Band de Papa Jack Laine, avec le Ragtime Band de Frank Christian puis le Dixieland Jass Band de Tom Brown. Il participe en 1915 à la formation du Dixie Jass Band l'orchestre de Johnny Stein, qui est alors l'un des premiers groupes de jazz de Louisiane à partir pour Chicago. Cependant, il entre en conflit avec Nick La Rocca qui le licencie en octobre 2016, soit peu avant que l'orchestre ne connaisse le succès à New York sous le nom d'Original Dixieland Jass Band (ODJB). Mais à la sortie du titre Livery Stable Blues (en), enregistré en 78 tours par l'ODJB, Alcide acquiert les droits d'auteur à l'insu de Nick qui le poursuit en justice. S'ensuit alors un procès où les deux parties sont déboutées.
En 1918, il retourne à La Nouvelle-Orléans où Anton Lada l'embauche dans le jass band Louisiana Five qui part ensuite à New York et effectue des enregistrements ; le groupe ne rencontre cependant pas le même succès que l'ODJB. Alcide effectue des enregistrements avec le percussionniste Harry Yerkes (en), puis des tournées au Texas et en Oklahoma avec son orchestre. Vers la fin de sa vie, il trouve un emploi de policier et joue dans l'harmonie de la police.